# 92-es villamos (Budapest)
A budapesti 92-es jelzésű villamos a Nyugati pályaudvar és Újpest, Szent István tér között közlekedett. A járatot a Fővárosi Villamosvasút üzemeltette.

## Története
Az első világháború után indult el a J jelzésű BURV-villamos Újpest, Szent István tér és a Nyugati pályaudvar között. 1919-ben forgalma többször szünetelt, 1920. június 7-étől rendszeresen közlekedett, de csak munkanapokon. 1934. április 30-ától az Újpest, városházáig hosszabbodott. 1939. június 12-én kapta meg a 92-es számot, és 1944 októberének elejéig változatlan útvonalon közlekedett.
1945. május 3-ától a Nyugati pályaudvar és a Béke tér között közlekedett csúcsidőben. Június 16-ától Újpest, Megyer volt a végállomása. 1946. július 22-étől ismét csak a Szent István térig közlekedett. 1947. április 15-én a Nyugati pályaudvar és a Béke tér között 92A jelzéssel betétjárat indult. 1952. október 15-én a 21-es és a 23-as villamos útvonalát Újpestig meghosszabbították, emiatt a 92-es és a 92A villamosjáratot feleslegesnek tartották és megszüntették.